# 5379 Абехіросі
5379 Абе Хіросі (1991 HG, 1981 RW3, 1981 TR3, 1981 UE16, 1983 CF8, 1983 EU2, 5379 Abehiroshi) — астероїд головного поясу, відкритий 16 квітня 1991 року японськими астрономами Сатору Отомо та Осаму Мурамацу в обсерваторії Києсато і названий на честь іншого японського астронома Хіросі Абе.
Тіссеранів параметр щодо Юпітера — 3,523.